# 제이월곡인조잔디구장
제이월곡인조잔디구장(第二月谷人造잔디動場, Jei Wolgok Artificial Grass Field)은 대한민국 서울특별시에 있는 스포츠 시설이다. 인조잔디 필드가 갖춰진 경기장이며, 2019년 4월에 준공되었다. 기존 월곡구민운동장이 있던 자리에 건설한 스포츠 시설이다.

## 참고 문헌
- 〈제이월곡인조잔디구장〉. 《성북마을아카이브》. 성북문화원.
- 《2023 전국 공공체육시설 현황 (2022년 12월말 기준)》. 대한민국 문화체육관광부. 2024.